# Pille dózismérő
A Pille dózismérő a KFKI  által kifejlesztett mérőműszer, a magyar űrtevékenység egyik legsikeresebb terméke. Különböző változatai már többször jártak a világűrben (Interkozmosz-, NASA- és ESA-programok keretében).
Az eszközt az 1970-es években a kutatási célú atomreaktort is üzemeltető KFKI Sugárvédelmi Főosztályán fejlesztették ki (földi alkalmazás céljára), amely során több szabadalom is született. A feltalálók Szabó Béla és Vágvölgyi Jenő villamosmérnökök (elektronika), Szabó Péter Pál fizikus (dózismérés), Fehér István vegyész (búra dózismérő), Deme Sándor villamosmérnök (fejlesztési koordinátor) és Csőke Antal gépészmérnök (mechanika) voltak.
A doziméter mérési elve a termolumineszcencián alapul. Egy viszonylag kicsi üvegbúrában egy speciális kristály (diszpróziummal szennyezett kalcium-szulfát) a lényege, amely magába gyűjti az ionizáló sugárzást. A búrát egy tokban helyezik el, amely egy kémcsőre, vagy egy vastagabb kihúzótollra hasonlít. A mérési adat kiolvasásához a tokot a Pillébe helyezve, az felmelegszik, és a műszer a kristály által ekkor kibocsátott, a sugárdózissal arányos erősségű fényt méri.
Egy ilyen műszerre nagy szüksége volt az űrhajósoknak is, mert a világűrben fokozottan jelentkező kozmikus sugárzás mértékét korábban csak a visszatérést követően tudták kiolvasni. Az akkoriban alkalmazott módszerekhez olyan nagy méretű berendezésekre volt szükség, így azok űrbe juttatására nem volt lehetőség. A Pille viszont alkalmas volt arra, hogy tovább fejlesztve egy kis tömegű (1 kg), kis méretű, kis fogyasztású eszközként az űrben szolgáljon. Az is hatalmas előny volt, hogy a kiolvasással a kristály „lenullázódik”, vagyis újabb mérést lehet vele kezdeni, míg a korábbi módszerekben általában eldobható filmeken rögzítették a dózist.
A KFKI átalakulása után (1992) az Atomenergiakutató Intézet (KFKI AEKI) keretén belül fejlesztették tovább Apáthy István villamosmérnök vezetésével: elektronikusan korszerűsítették, mikroprocesszoros vezérléssel látták el.

## Repülései
A Pille dozimétert Farkas Bertalan vitte magával először az űrbe 1980-ban, a Szaljut–6 űrállomásra. Továbbfejlesztett változataival sikeresen mértek a Szaljut–7-en, a Mir-en és az amerikai űrrepülőgépen is (1984–1996). A Nemzetközi Űrállomás (ISS) amerikai és az orosz részlegének szolgálati berendezése, amellyel rendszeresen ellenőrzik az űrhajósokat érő káros sugárzást. Az amerikai változatot 2001. március 8-án vitte fel az űrállomásra a Discovery űrrepülőgép az STS–102 repülésen. James Shelton Voss amerikai űrhajós a DOSMAP (ESA) kísérlet keretében négy hónap alatt 1700 sikeres mérést végzett az ISS dozimetriai feltérképezésére. A Pille orosz változatát (Pille-MKSz) a Szojuz TMA–3 űrhajóval vitték az űrállomásra 2003 októberében. A Nemzetközi Űrállomáson több helyen elhelyezett műszerekkel Charles Simonyi magyar űrturista is végzett kísérleteket 2007 áprilisában, amely során azt vizsgálta, hogy hol a legnagyobb a sugárterhelés a fedélzeten.